# Plumeria alba
El alhelí blanco  (Plumeria alba) es un árbol pequeño de la familia Apocynaceae. Pertenece al género Plumeria.

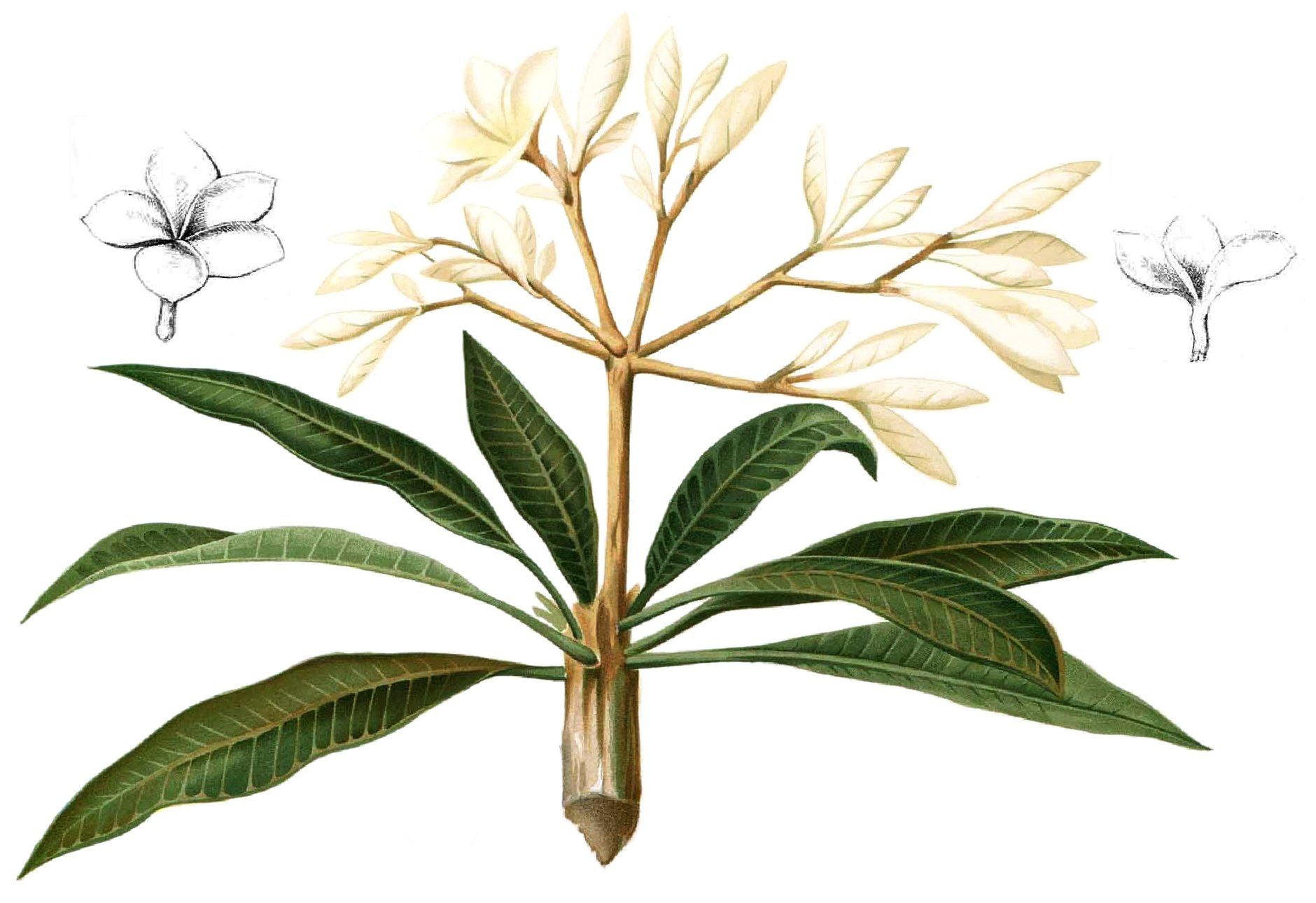
Ilustración

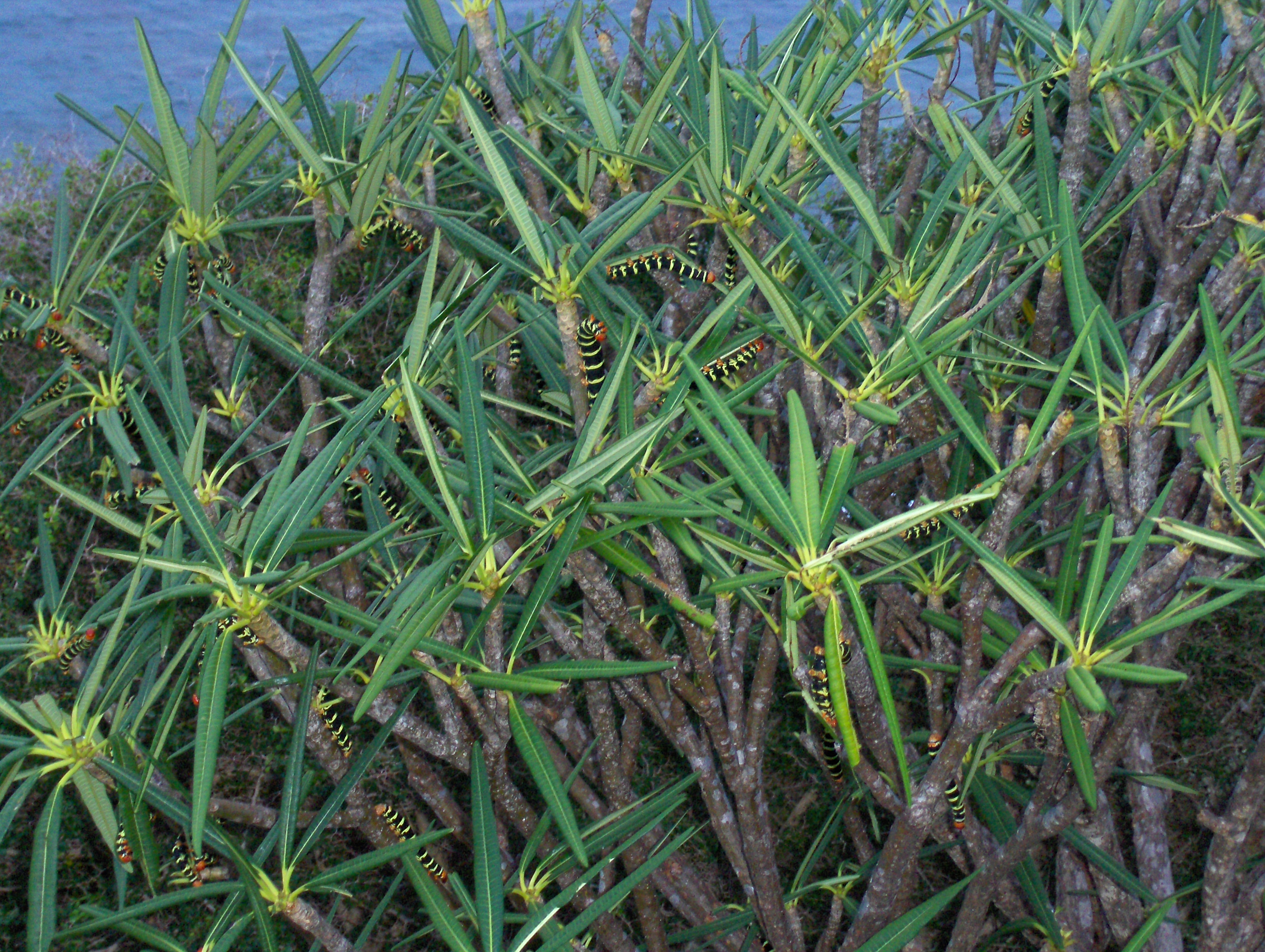
Vista de la planta en su hábitat

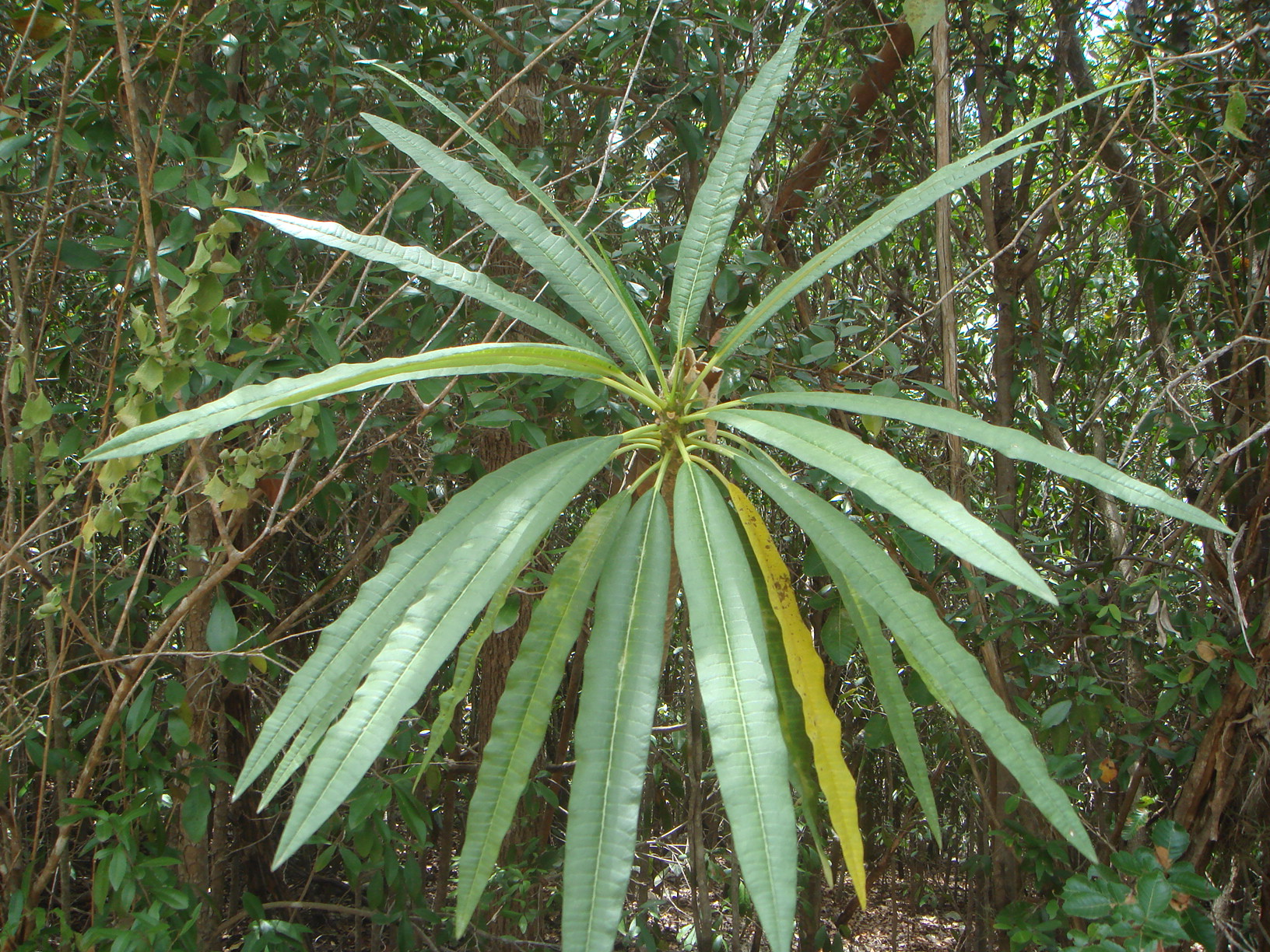
Detalle de las hojas

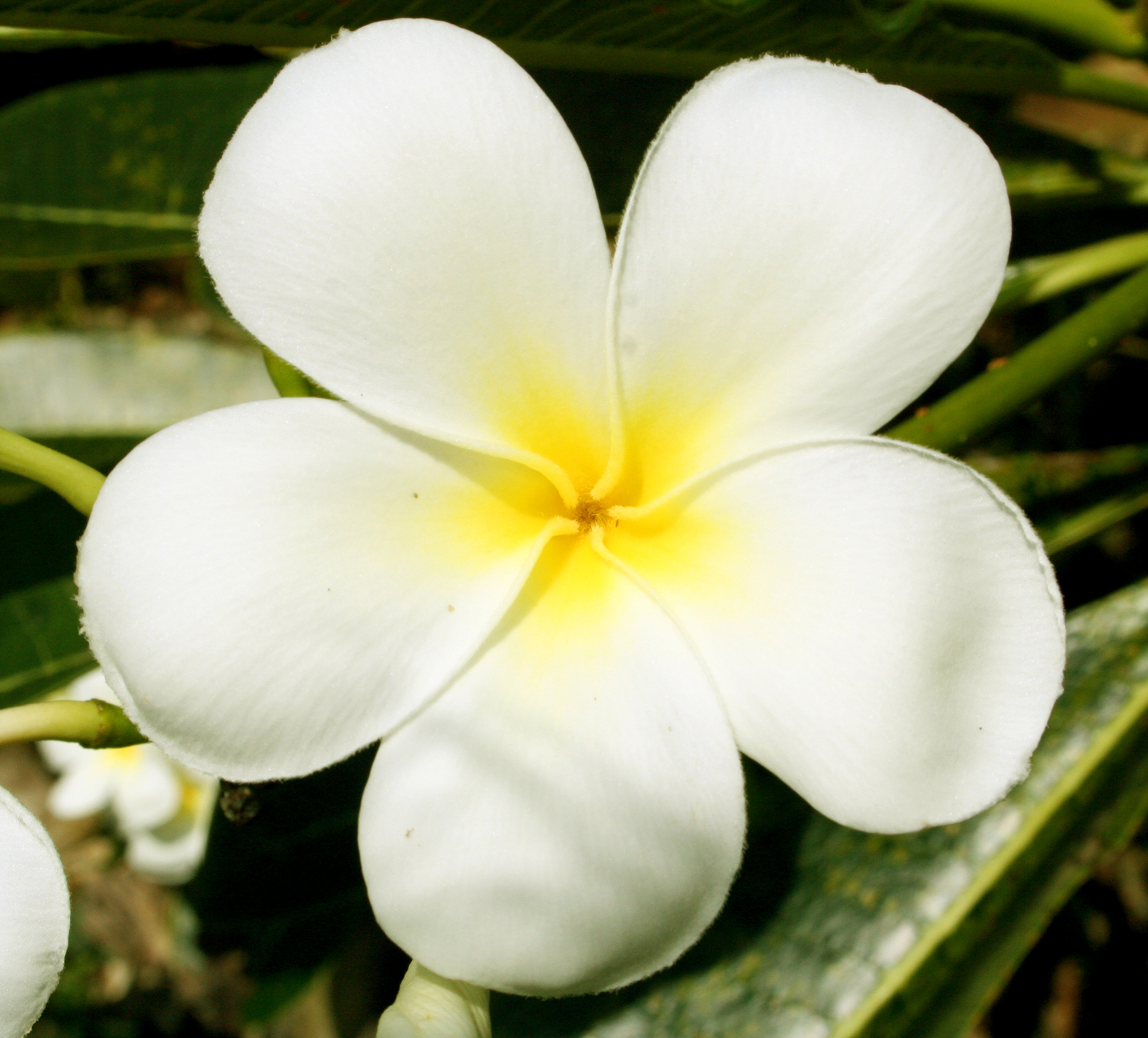
Detalle de la flor

## Descripción
Árbol pequeño que llama la atención por la bifurcación regular de sus ramas, siempreverde. Posee unas ramas muy gruesas, lisas en la punta de  color verde, de las que emana en caso de herida un látex abundante. Hojas estrechas, lineal-lanceoladas, brillantes en el haz, apuntadas, de 20-50 cm de largo, numerosas, apiñadas al final de las ramas que caen cuando aumenta la sequía, dejando en las ramas unas grandes cicatrices y el fruto es una vaina angosta de color marrón, que contiene numerosas semillas planas y aladas. Produce racimos de flores blancas grandes, aromáticas, en forma de rueda de molino, aparecen en primavera y poseen una coloración amarilla en la base. Florece y fructifica durante todo el año. Como todas las apocináceas, presenta una base de las yemas típicamente retorcida. De la flor fecundada surgen dos folículos grandes, vistosos, estrechos de hasta 25 cm de largo, que se hallan unidos entre sí por la base.

## Distribución y hábitat
Se distribuye desde el sur de México hasta las Antillas Mayores y Menores, abundante en terrenos secos y en bosques de suelos calizos hasta las medianas altitudes en el Caribe, en pastizales costeros y selva baja caducifolia.

## Importancia económica y cultural

### Usos
La madera se usa como combustible. Cuando se corta este árbol, sangra profundamente un látex blanco.
Ornamental
Esta especie tiene gran valor ornamental, por lo que debería ser más cultivada. En Ceilán, India y sudeste asiático aparece plantado cerca de los templos y cementerios. Una especie afín es el frangipani de flores rojizas (Plumeria rubra), procedente de América central, que se distingue por sus hojas trasovadas, hasta 45 cm de anchura, menos afelpadas en el envés. El alhelí conocido con el nombre de campechana Plumeria rubra var acutifolia que posee las flores blancas generalmente con el centro amarillento, algunas veces rosado, a veces se ha confundido con Plumeria alba.
Farmacológico
El látex que segregan estas plantas se ha usado al exterior en las afecciones cutáneas, empeines, sarna, úlceras y en otras infecciones de la piel, debido a su actividad antimicrobiana. Sin embargo el contacto con la piel puede producir una acción irritante y rubefaciente. Podría usarse en su comienzo diluido en partes iguales primeramente. El jugo lechoso y viscoso se ha empleado para extirpar verrugas. Al interior es purgativo en cantidad de 3 gotas, en mayores es tóxico, produciendo diarreas profusa e irritación gastrointestinal

## Taxonomía
Plumeria alba fue descrita por Carlos Linneo y publicado en Species Plantarum 1: 210. 1753.
Etimología
Plumeria: nombre genérico que honra al  botánico francés Charles Plumier, que viajó por el Caribe en el siglo XVII.
alba: epíteto latino que significa "de color blanco".
Sinonimia
- Plumeria revolutifolia Stokes[6][7]

## Nombres comunes
- alhelí blanco, alhelí cimarrón, tabaiba, suche, franchipán, caracucha, tabeiba,[4] frangipani,[3] alelí.[1]
- En Cuba: lirio blanco, lirio silvestre.[8]
- En Filipinas: calachuchi, carachuchi.[8]
- En México: cacahoaxochitl, cacaloxochil, flor del cuervo.[8]
- En Perú: caracucho